# Yann Pivois

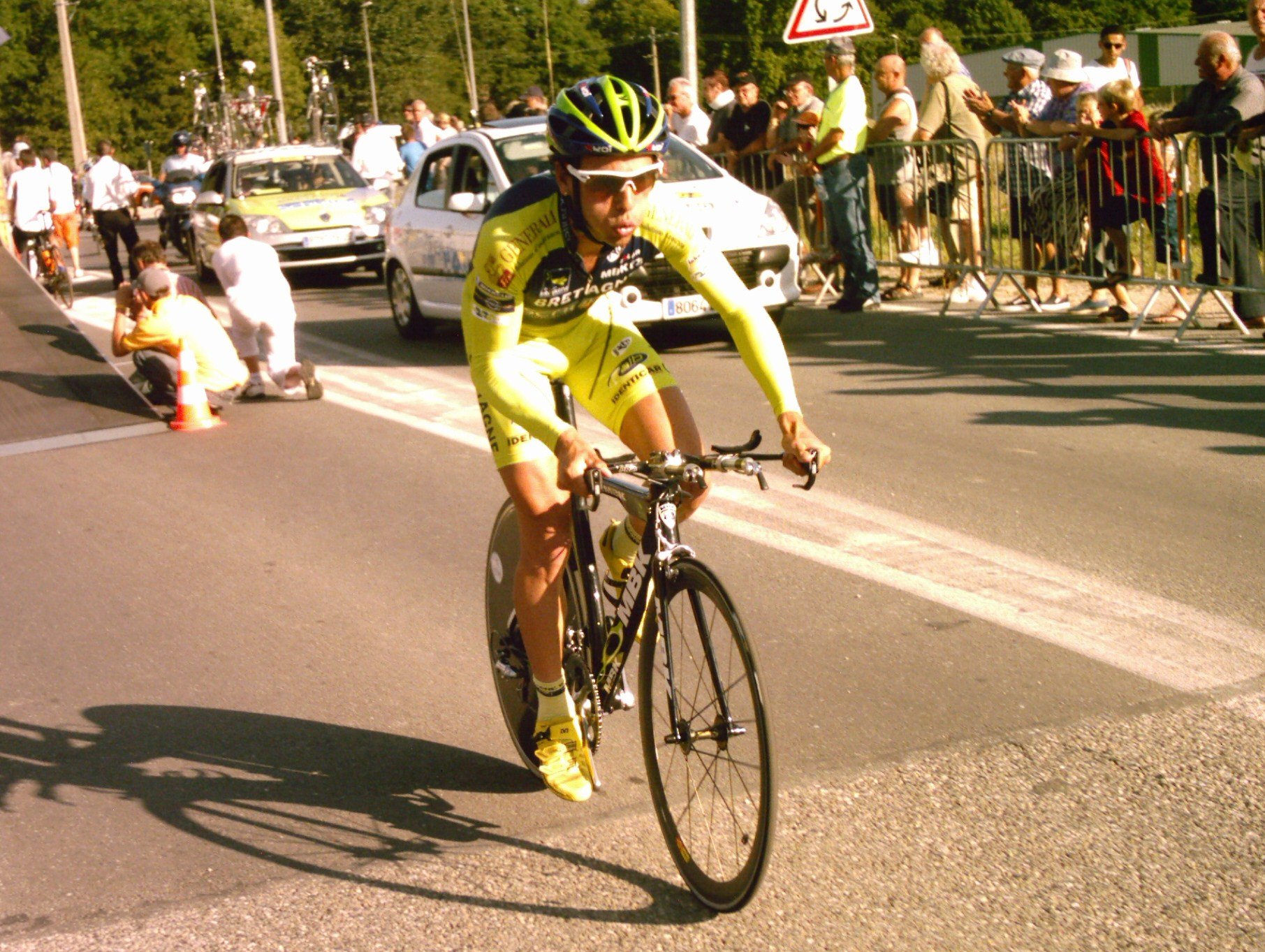
Yann Pivois bei der Tour de l’Ain 2009

Yann Pivois (* 20. Januar 1976) ist ein ehemaliger französischer Radrennfahrer.
Yann Pivois gewann 2004 das Eintagesrennen Prix de Moissons. Im Jahr darauf fuhr er für das französische Continental Team Bretagne-Jean Floc’h. In seinem ersten Jahr dort wurde er unter anderem Zweiter bei der Tour du Doubs. Im nächsten Jahr wurde er dort Vierter und erzielte dasselbe Ergebnis auch beim Polynormande und bei dem Paarzeitfahren Duo Normand.

## Erfolge
2004
- Prix de Moissons

## Teams
- 2005 Bretagne-Jean Floc'h
- 2006 Bretagne-Jean Floc'h
- 2007 Bretagne-Armor Lux